# Campeonato panamericano de waterpolo femenino
El Campeonato panamericano de waterpolo femenino es la competición de waterpolo femenino en los Juegos Panamericanos. Se empezó a celebrar en los juegos de 1999.

## Ediciones
| N.º  | Año  | Sede                                    | Oro            | Plata          | Bronce |
| ---- | ---- | --------------------------------------- | -------------- | -------------- | ------ |
| XVI  | 2011 | Guadalajara, Jalisco · ( México)        | Estados Unidos | Canadá         | Brasil |
| XV   | 2007 | Río de Janeiro · ( Brasil)              | Estados Unidos | Canadá         | Cuba   |
| XIV  | 2003 | Santo Domingo · ( República Dominicana) | Estados Unidos | Canadá         | Brasil |
| XIII | 1999 | Winnipeg · ( Canadá)                    | Canadá         | Estados Unidos | Brasil |

## Medallero histórico
| Núm. | País           | Oro | Plata | Bronce | Total |
| ---- | -------------- | --- | ----- | ------ | ----- |
| 1    | Estados Unidos | 3   | 1     | 0      | 4     |
| 2    | Canadá         | 1   | 3     | 0      | 4     |
| 3    | Brasil         | 0   | 0     | 3      | 3     |
| 4    | Cuba           | 0   | 0     | 1      | 1     |